# Tat'jana Andrjušina
Tat'jana Sergeevna Andrjušina (in russo Татьяна Сергеевна Андрюшин?; Voskresensk, 26 giugno 1990) è una schermitrice russa, specializzata nella spada. Ha vinto una medaglia d'oro ed una d'argento ai Campionati mondiali di scherma.

## Palmarès
In carriera ha conseguito i seguenti risultati:
- Universiadi

Shenzhen 2011: bronzo nella spada a squadre.
- Mondiali

Budapest 2013: oro nella spada a squadre.
Budapest 2019: argento nella spada a squadre.
- Europei

Düsseldorf 2019: argento nella spada a squadre.